# Jan Bakuło
Jan Bakuło, lit. Jan Bakulo (ur. 1 kwietnia 1991 w Wilnie) – litewski waterpolista narodowości polskiej. W latach 2011–2012 reprezentował barwy White Sharks Hannover, w sezonie 2014–2015 Legii Warszawa. Obecnie zawodnik niemieckiego ASC Duisburg. W trakcie gry w Legii został powołany do reprezentacji Polski.
Zawodnik po ukończeniu szkoły średniej wyjechał do Polski. Został królem strzelców polskiej ligi. Odebrał polski dowód osobisty. Zadebiutował w polskiej kadrze.